# Dominik Picak
Dominik Picak (Zagreb, 12. veljače 1992.) je hrvatski nogometaš koji trenutačno igra u Sesvetama. Igra na poziciji vratara. Igra desnom nogom. Nastupao je za hrvatske mlade reprezentacije. 
U Hrvatskoj je u karijeri igrao za Dinamo, Lokomotivu i Slaven Belupo. Najveći uspjeh postigao je igrajući za Lokomotivu s kojom je došao do finala Hrvatskog kupa 2012./2013. Igrao je u obje finalne utakmice protiv Hajduka.
Karijeru je srpnja 2015. nastavio u slovenskom Zavrču, a veljače 2016. prešao je u austrijski BV Cloppenburg. 16. kolovoza 2016. vratio se u Hrvatsku. Prešao je u hrvatskog drugoligaša Dugopolje.
Skupio je podosta nastupa za hrvatske mlade reprezentacije. 11. kolovoza 2013. bio je u prigodi zaigrati za hrvatsku A reprezentaciju. Ozlijedio se glavni vratar Danijel Subašić pa je izbornik Igor Štimac pozvao ga kao zamjenu za prijateljsku utakmicu protiv Lihtenštajna 14. kolovoza 2013. godine.

## Vanjske poveznice
- Profil, Soccerway (engl.)
- NK Slaven Belupo
- Profil, Hrvatski nogometni savez
- Sportnet  Arhivirana inačica izvorne stranice od 25. prosinca 2013. (Wayback Machine)
- Nogometni magazin